# 切斯特鎮區 (阿肯色州達拉斯縣)
切斯特鎮區（英語：Chester Township）是位於美國阿肯色州達拉斯縣的一個行政鎮區。

## 地方資料
切斯特鎮區的面積為151.29平方千米，當中陸地面積為151.27平方千米，而水域面積為0.02平方千米。根據2010年美國人口普查的數據，當地共有人口430人，而人口密度為每平方千米2.84人。